# پنبلان
پنبلان (به فرانسوی: Painblanc) یک کمون در فرانسه با جمعیت ۱۶۳ نفر است که در Canton of Bligny-sur-Ouche واقع شده‌است.